# Jeong Ha-dam
Jeong Ha-dam (28 de febrero de 1994) es una actriz surcoreana. 

## Carrera
Debutó con un papel principal en Wild Flowers (2015). Su segundo protagónico fue en Steel Flower (2016), en la que fue elogiada gracias a su excelente rendimiento por la revista Variety.
Fue galardonada con el Premio Estrella en Ascenso, que reconoce a nuevos actores y actrices que han contribuido a la industria del cine, en los Max Movie Awards 2016.

## Filmografía

### Como actriz
| Año  | Título                        | Papel              | Notas        | Ref.  |
| ---- | ----------------------------- | ------------------ | ------------ | ----- |
| 2015 | The Priests                   | Chamán Young-joo   |              |       |
| 2015 | Wild Flowers                  | Ha-dam             |              |       |
| 2016 | Steel Flower                  | Ha-dam             |              |       |
| 2016 | Fly                           |                    | Cortometraje |       |
| 2016 | The Handmaiden                | Empleada doméstica |              |       |
| 2016 | Ash Flower                    | Ha-dam             |              |       |
| 2018 | El Gran Seductor              | Ko Gyeong-joo      |              | [ 4 ] |
| 2020 | The King: The Eternal Monarch |                    | Ep. 7        |       |
| 2020 | Sweet Home                    | Kim Ji-eun         |              |       |
| 2024 | El juego de la pirámide       | Ko Eun-byul        | Serie web    | [ 5 ] |

### Como editora de secuencias
- Wild Flowers  (2015)

## Premios y nominaciones
| Año  | Premio                                         | Categoría                     | Nominación   | Resultado |
| ---- | ---------------------------------------------- | ----------------------------- | ------------ | --------- |
| 2015 | 41st Seoul Independent Film Festival           | Premio Estrella Independiente | Steel Flower | Ganadora  |
| 2016 | 11th Max Movie Awards                          | Premio Estrella en Ascenso    |              | Ganadora  |
| 2016 | 52nd Baeksang Arts Awards                      | Mejor actriz nueva (cine)     | Steel Flower | Nominada  |
| 2016 | 3rd Wildflower Film Awards                     | Mejor actriz nueva            | Wild Flowers | Nominada  |
| 2016 | 36th Korean Association of Film Critics Awards | Mejor actriz nueva            | Steel Flower | Ganadora  |
| 2017 | 4th Wildflower Film Awards                     | Mejor actriz                  | Steel Flower | Ganadora  |